# Margot Prow
Margot Prow, née le 3 février 2002 à Bridgetown, est une joueuse de squash représentant jusqu'en 2002 l'Angleterre puis son pays natal la Barbade. Elle atteint en avril 2025 la 81e place mondiale sur le circuit international, son meilleur classement. Elle est championne des Caraïbes en 2023 et 2024.

## Biographie
Margot Prow grandit en Angleterre et y effectue toute sa carrière de joueuse junior. En 2018, elle est championne britannique des moins de 17 ans et, en 2020, elle est vice-championne d'Angleterre des moins de 19 ans. En 2021, elle échoue au premier tour des championnats britanniques lors de sa seule participation. En 2021 également, elle fait ses débuts sur le PSA World Tour en avril. En avril 2024, elle remporte ses deux premiers titres sur le World Tour.
Depuis 2020, Prow étudie la psychologie à l'université Drexel, pour laquelle elle est également active dans le squash universitaire. Née à la Barbade, Prow décide après 2022 de jouer désormais au niveau international pour son pays natal. Elle représente la Barbade pour la première fois en juin 2023 lors des Championnats panaméricains à Carthagène. Elle atteint les demi-finales par équipes, mais elle est éliminée en huitième de finale par Lucía Bautista en simple. En août 2023, elle participe aux championnats des Caraïbes aux îles Caïmans, où elle remporte le titre. Peu de temps après, elle  fait partie de la sélection barbadienne pour les Jeux panaméricains de 2023 à Santiago du Chili.

## Palmarès

### Titres
- Championnats des Caraïbes: 2 titres (2023, 2024)